# Терешкова Наталя Вікторівна
Наталія Вікторівна Терешкова (біл. Наталля Віктараўна Церашкова; нар.. 15 серпня 1985, селище Перлинне, Барановицький район, Берестейська область) — російська акторка кіно, театру та дубляжу.
Найбільш відома за ролями в телесеріалах «Школа» та «Молодіжка».

## Біографія
Наталія Терешкова народилася 15 серпня 1985 року у селищі Жемчужний Барановицького району Берестейської області.
У трирічному віці переїхала із сім'єю до Барановичів. Спочатку навчалася у школі № 18, потім у школі № 7, яку закінчила у 2002 році зі срібною медаллю.
У 2007 році закінчила Ярославський державний театральний інститут (майстерня В. Шалімова та О. Нагірничних), до якого вступила після того, як не потрапила до Білоруської академії мистецтв.
2008 року переїхала до Москви. У 2016 році народила сина і переїхала до Санкт-Петербурга, де зараз живе і працює.

## Фільмографія

### Ролі у кіно
- 2005 — Доктор Живаго, 6-та серія
- 2006 — Вільне плавання
- 2009 — Одна сім'я
- 2009 — Міннесота — фанатка
- 2009 — Черчилль — Ніна
- 2009 — Первша спроба — Таня
- 2010 — Чужий у будинку
- 2010 — Школа — Ірина Шишкова
- 2011 — Команда вісім — Ольга
- 2011 — Термінал — дівчина Лациса
- 2012 — Без сліду — Юля Угозіна, подруга Віки
- 2012 — Скліфосовський, 1-й сезон
- 2012 — Катине кохання — Рита
- 2013—2018 — Молодіжка — хокеїстка, воротар жіночої хокейної команди, дівчина Семена Бакина — Маргарита (Рита) Арсеньївна Новикова
- 2013 — Ще один рік — Оля
- 2021 — Білий сніг — Тамара Тихонова

### Озвучування
- 2012 — Від гвинта 3D — епізод
- 2013 — Білка та Стрілка: Місячні пригоди — епізод
- 2014 — Чомучка («Карусель») — Пам'ять, Вірус (6 сезон, 32-40 серії)
- 2014 — Подорожуй із нами! («Карусель») — Настя Ласточкіна (останні серії)
- 2014 — Паровозик Тишка. Нові пригоди — Тишка
- 2017 — Джінглікі — Манюня
- 2018 — Царівни — Дар'я (Царівна Несмеяна)
- 2020 — Вогник-Кресало (мультфильм) — Вогник[2]

### Дубляж
- 2013 — Телекінез[3] — Керрі Вайт
- 2014 — Легенда про Корру[4] — Корра, Міло (3-та книги)
- 2015 — Форсаж 7[3] — Рамзі
- 2015 — Термінатор: Генезис[5] — Сара Коннор

## Нагороди та номінації
- Номінація на телевізійну премію «Золотий носоріг» у категорії «Теленовелла (понад 32 серій)» за найкращу жіночу роль у телесеріалі «Школа»[6].